# Château de Beaucaire
Le château de Beaucaire est un ancien château fort qui se dresse en bordure du Rhône, sur la commune française de Beaucaire, dans le département du Gard, en région Occitanie.
Il fait face au château de Tarascon, situé sur l'autre rive du fleuve. Aujourd'hui en ruines, il est cependant aménagé pour la visite.

## Historique

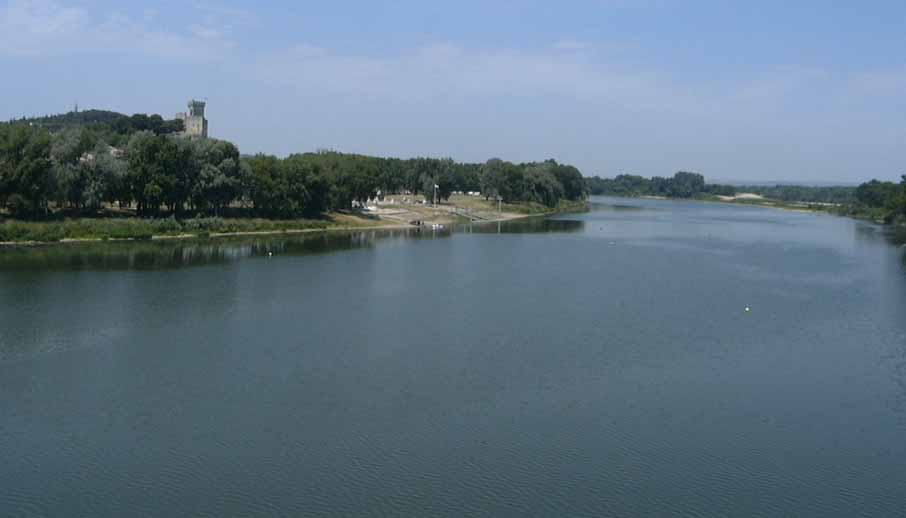
Le Rhône et le château de Beaucaire.

Construit dès le XIe siècle, le château de Beaucaire est mentionné en 1216, lors du siège de la ville. La Chanson de la croisade albigeoise évoque ainsi l'utilisation par les assiégés d'un pot rempli « d'alquitran » (poix ou goudron) enflammé afin de détruire les engins en bois des assiégeants.
Le château est réaménagé comme une puissante citadelle sous le règne de Saint Louis.
Le 7 mai 1251, un traité est signé au château de Beaucaire mettant fin aux différends qui opposent la ville d'Avignon à Alphonse de France, comte de Poitiers et de Toulouse et marquis de Provence.
En 1385, la place est assiégée par un corps d'Italiens, de Gascons et d'Anglais.
En 1419, un parti d'Anglais et de Bourguignons se réunit sous les murs de la ville et du château, dresse des engins de siège, mais est finalement repoussé.
Le château est démantelé en 1632, sur l'ordre du cardinal de Richelieu.
À la fin des années 2010, seul le drapeau tricolore flotte sur le château : initialement, le drapeau de l'ancienne région Languedoc-Roussillon flottait également à côté du drapeau national, mais le retrait de la subvention par cette collectivité expliquerait le retrait des couleurs régionales.

## Description
Perché sur un éperon rocheux, le château de Beaucaire était autrefois protégé par une enceinte, dont la trace est encore visible. Il comprend un donjon de plan triangulaire,. Cette configuration est unique en son genre. Prosper Mérimée, dans ses Notes d'un voyage dans le midi de la France, évoque cette tour comme « le reste le plus curieux de cette nouvelle forteresse ». Il poursuit sa description en soulignant la qualité des espaces intérieurs : « La grande salle du premier étage est remarquable par ses voûtes en ogives surbaissée, dont la courbe suit la disposition bizarre du plan de la tour. »
À l'intérieur de l'enceinte, la chapelle Saint-Louis de Beaucaire constitue un bel exemple d'architecture romane.
Situé à proximité du château, le musée Auguste Jacquet, institution locale, propose des expositions consacrées à la région, à l'archéologie et aux arts et traditions populaires.
Le château est géré par la communauté de communes Beaucaire Terre d'Argence et est classé depuis 1875, comme monument historique. Cette intercommunalité a par ailleurs entrepris des travaux pour rouvrir la porte principale du château en 2014. Cette porte, qui était destinée à l'entrée des garnisons, donne aujourd'hui sur le vide et permet aujourd'hui aux visiteurs d'avoir un panorama sur le paysage.

## Destination
Il est ouvert au public et des autorisations administratives sont parfois délivrées aux professionnels qui souhaiteraient bénéficier du lieu.
Au-delà de sa fréquentation par des touristes passionnés de culture locale, le château est parfois utilisé pour des reconstitutions historiques filmées, des séries ou des films.
Par le passé, des spectacles de rapaces étaient également organisés.
Depuis quelques années, il est mis en valeur par la Communauté de communes, par l'organisation de spectacles ainsi que par la création d'un escape game qui permet de découvrir la forteresse à travers l'histoire du Drac.

## Galerie

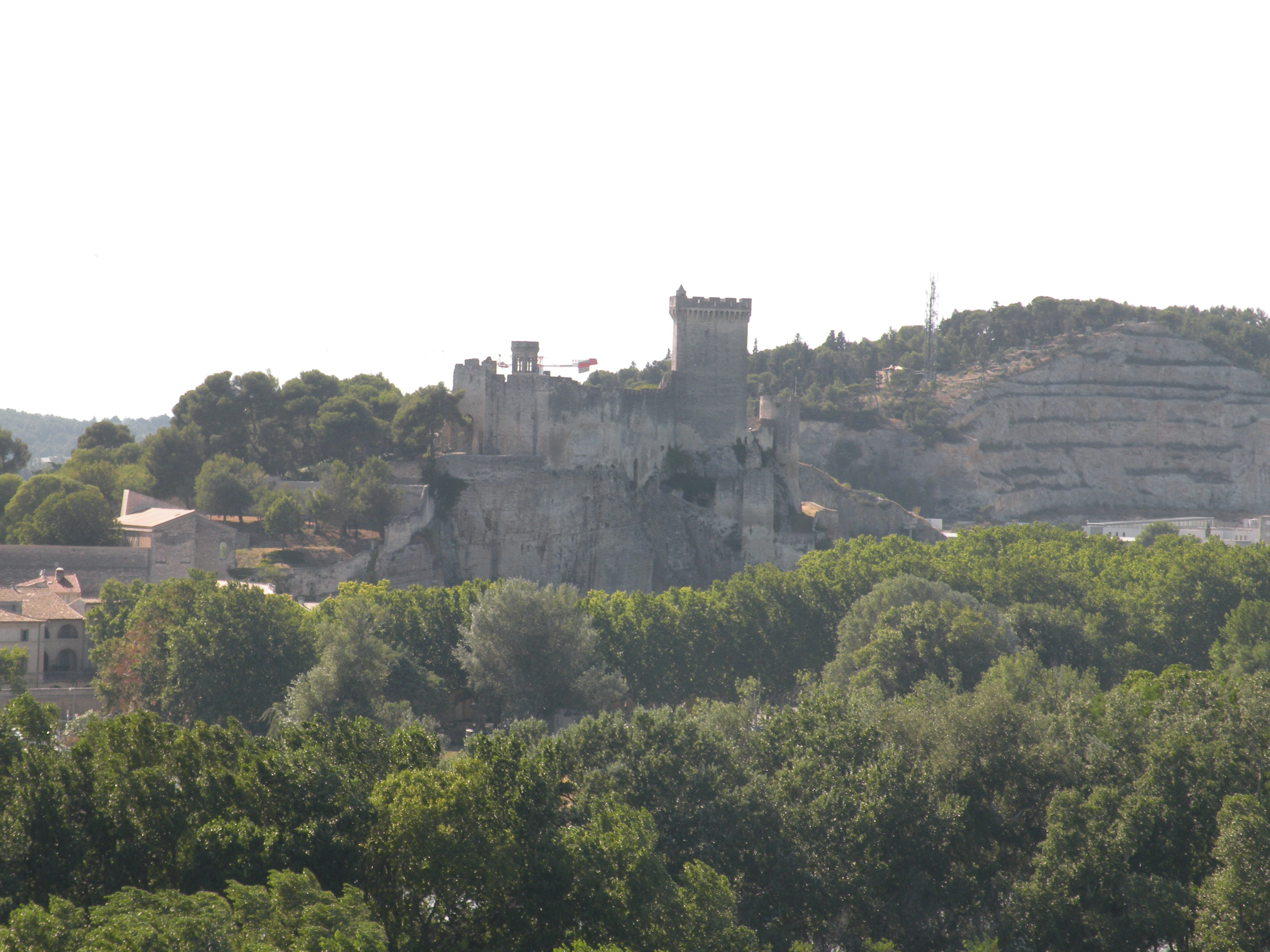
Château de Beaucaire vu de Tarascon, juillet 2012.
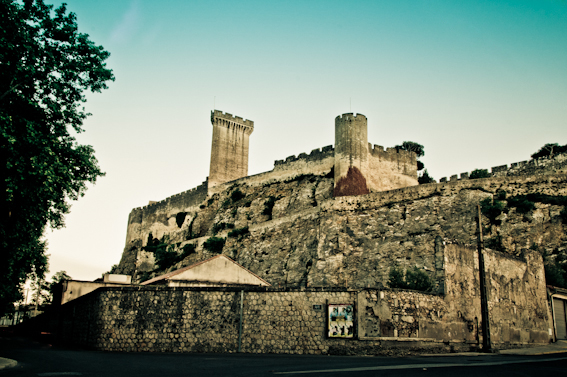
Vue côté Nord, 2011.
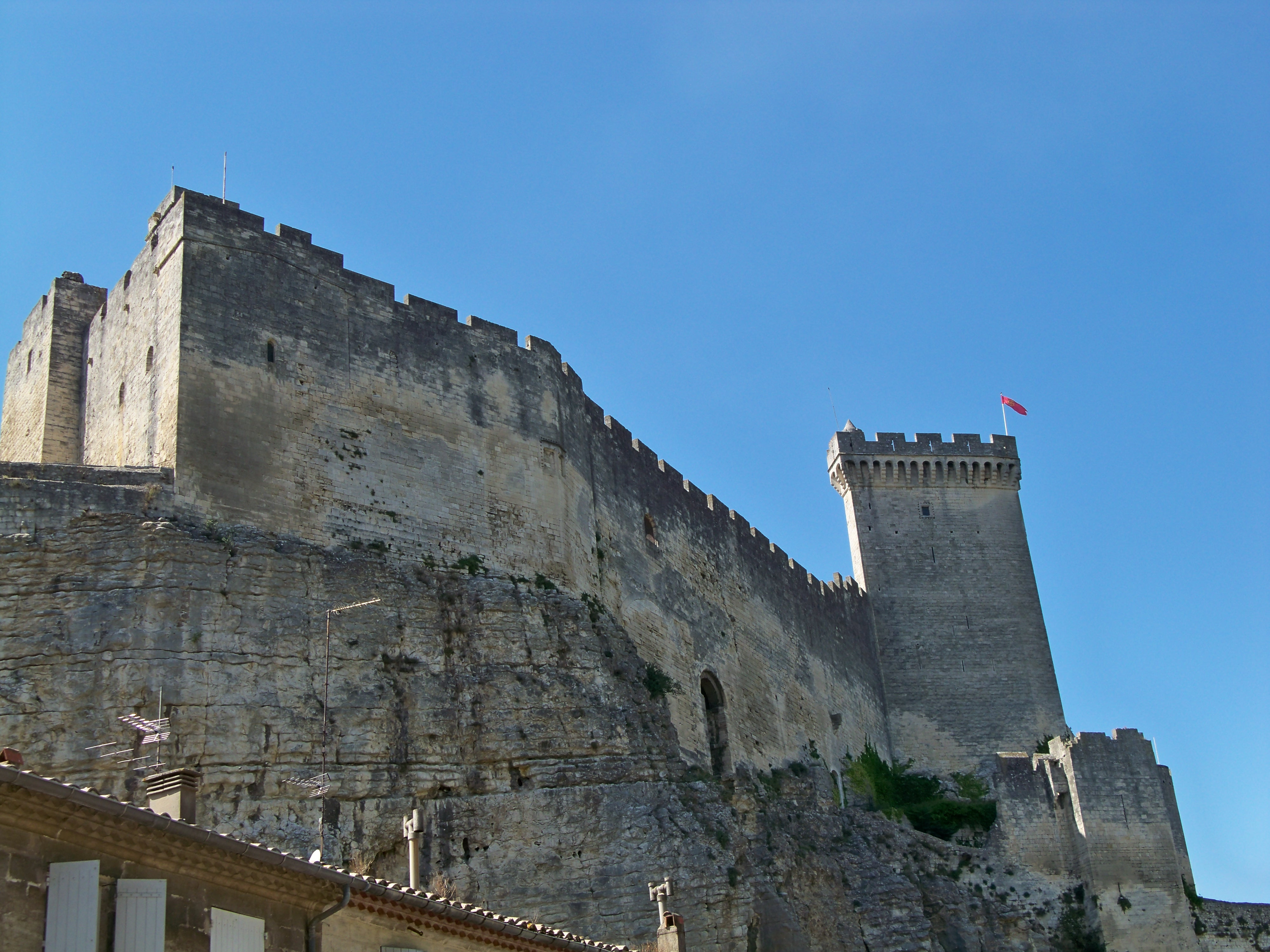
Enceinte et donjon à l'Est, 2011.
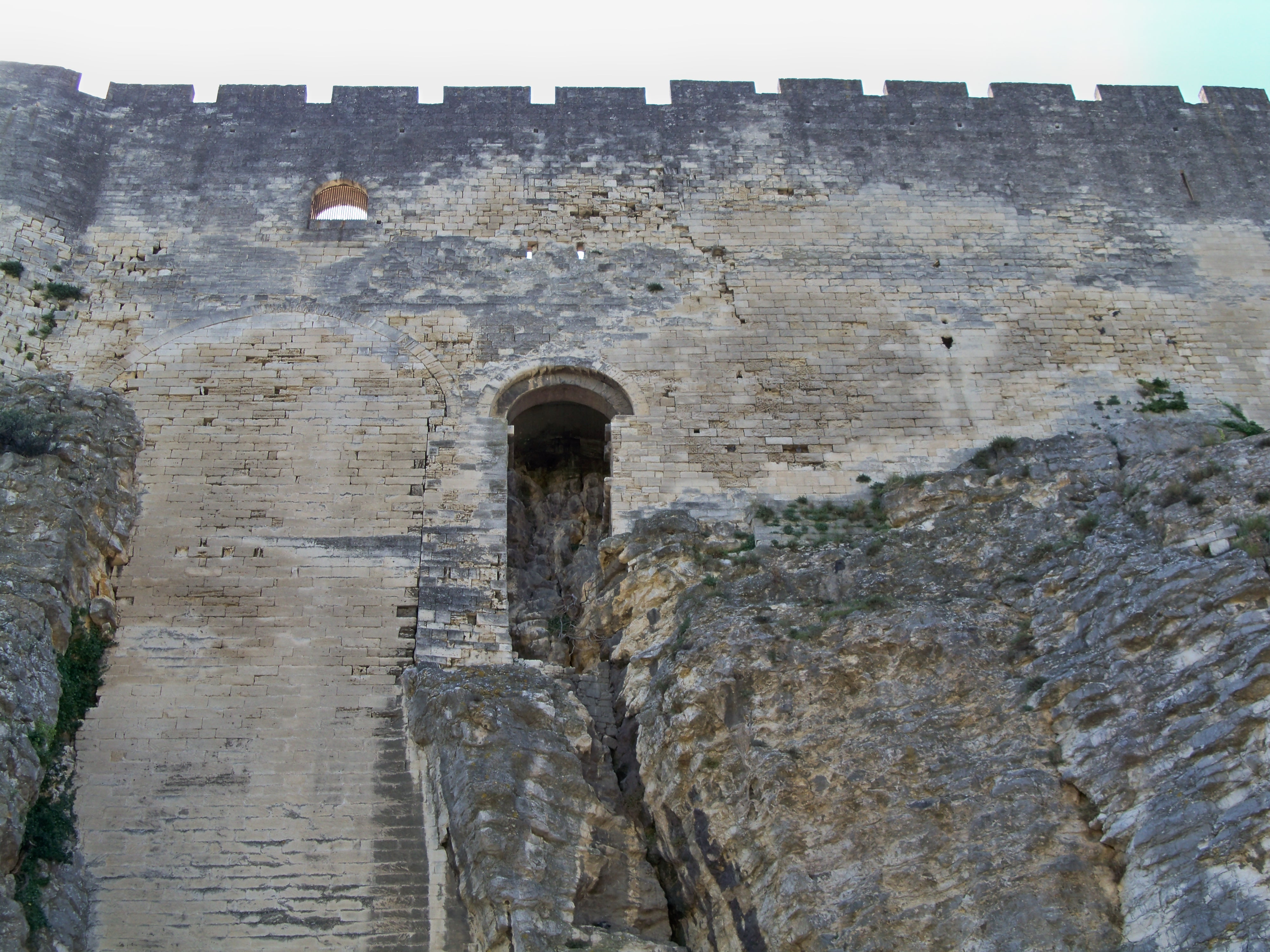
Détail du mur d'enceinte Est, 2011.
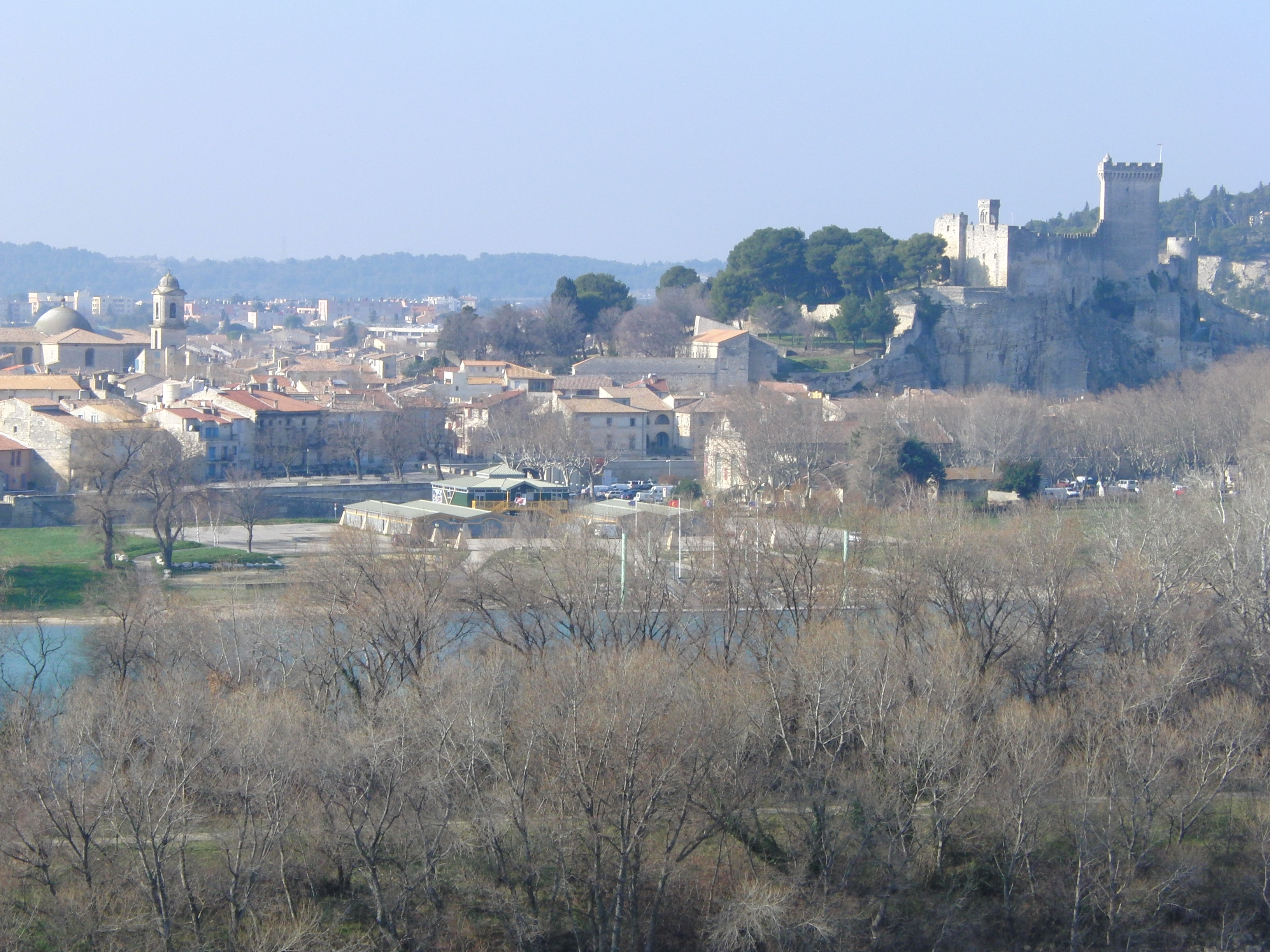
Vue d'ensemble de Beaucaire et son château (à droite), janvier 2010.
Beaucaire et le Rhône vus depuis le château de Tarascon, juin 2013.
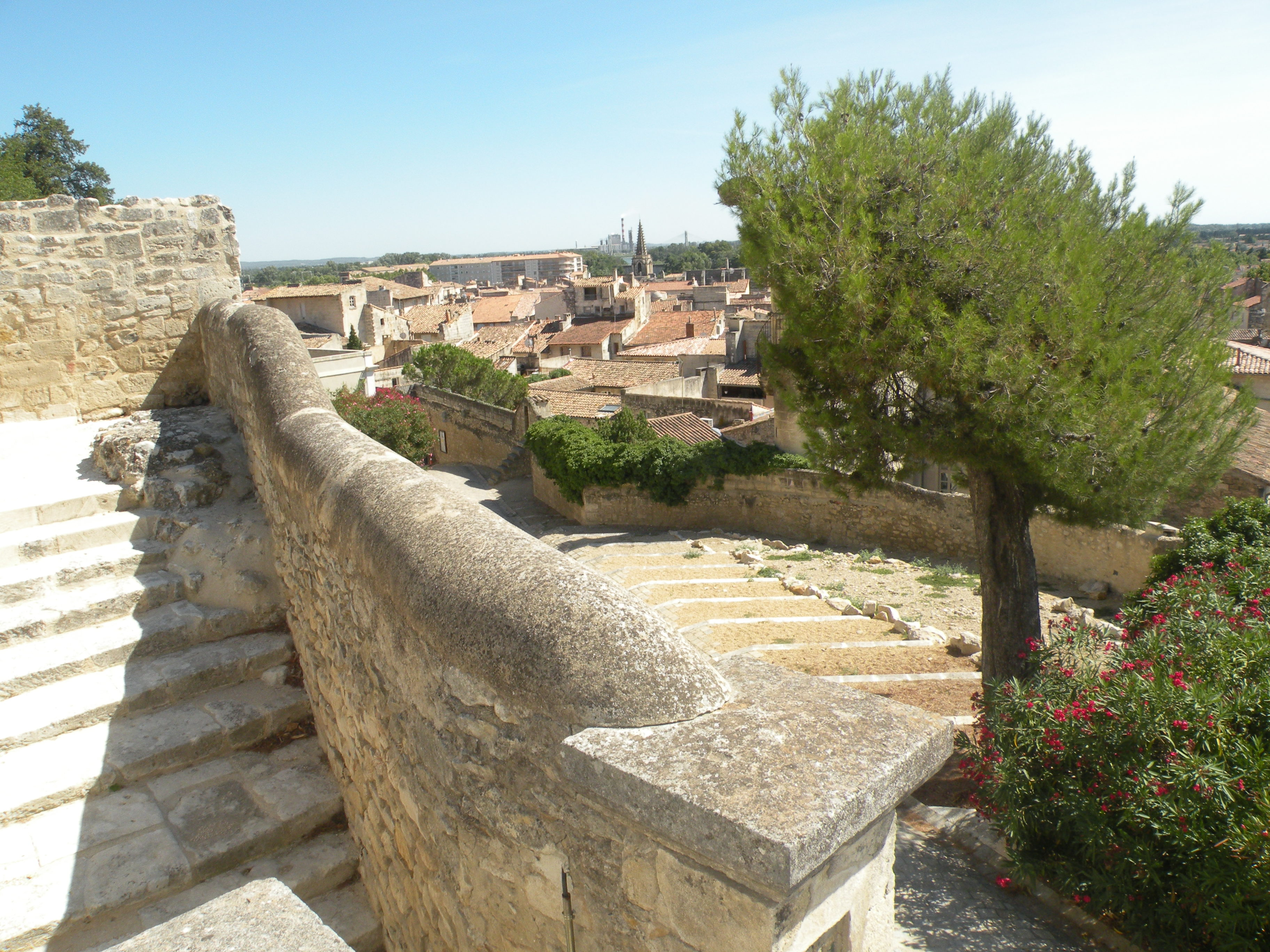
Ascension vers le château, juillet 2012.
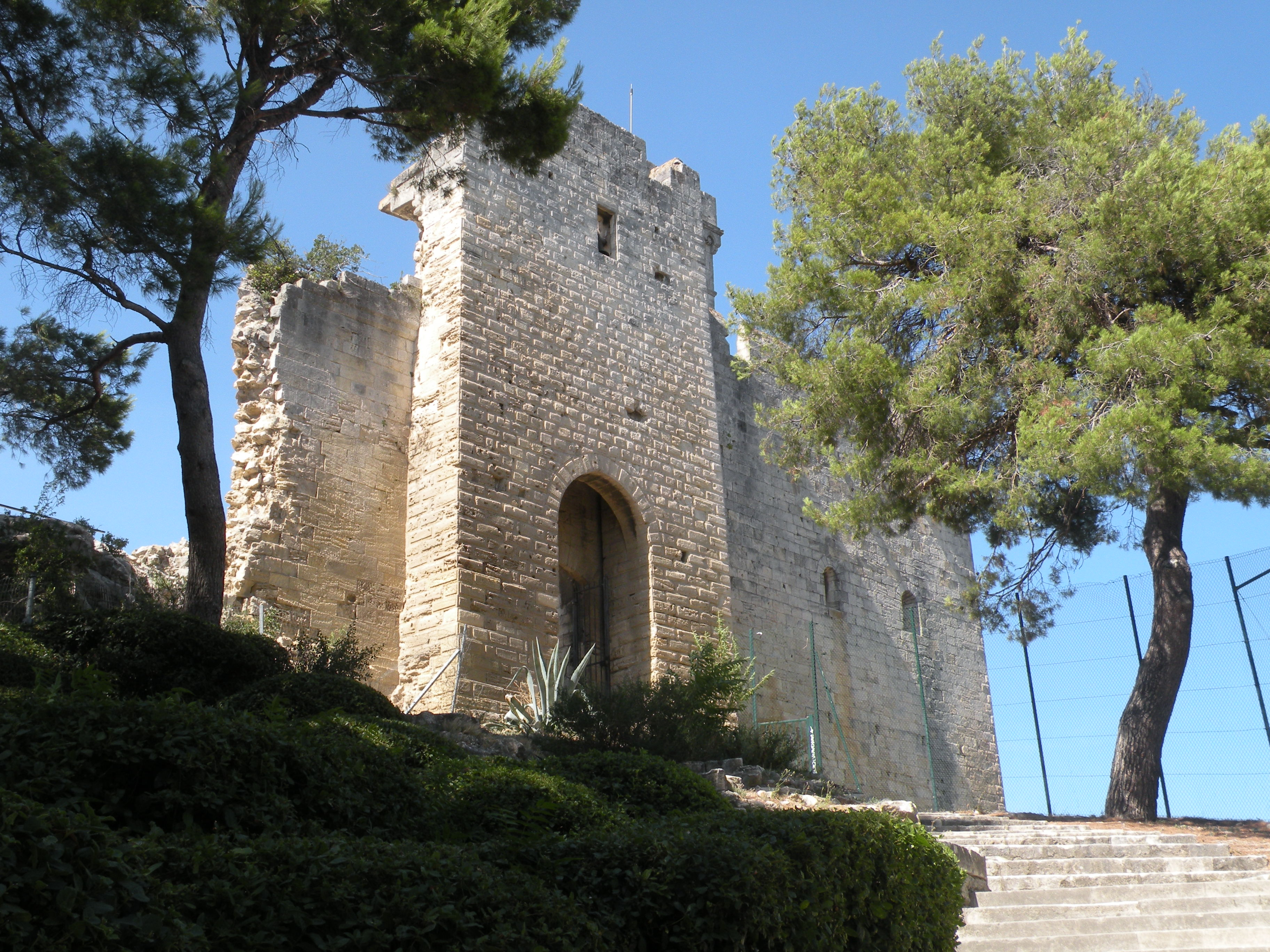
Porte d'accès, 2012.
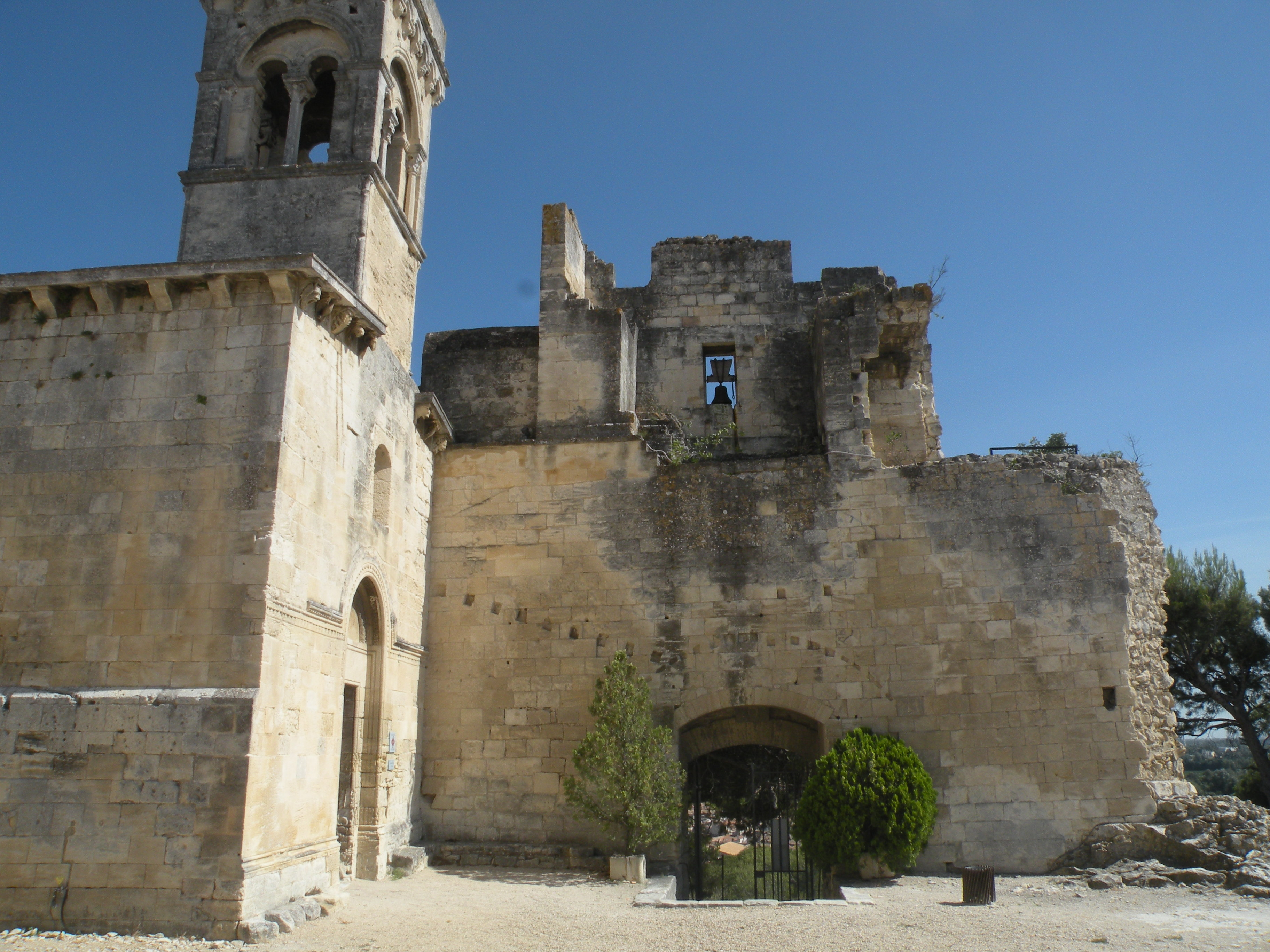
Chapelle Saint-Louis et porte d'accès (intérieur), 2012.
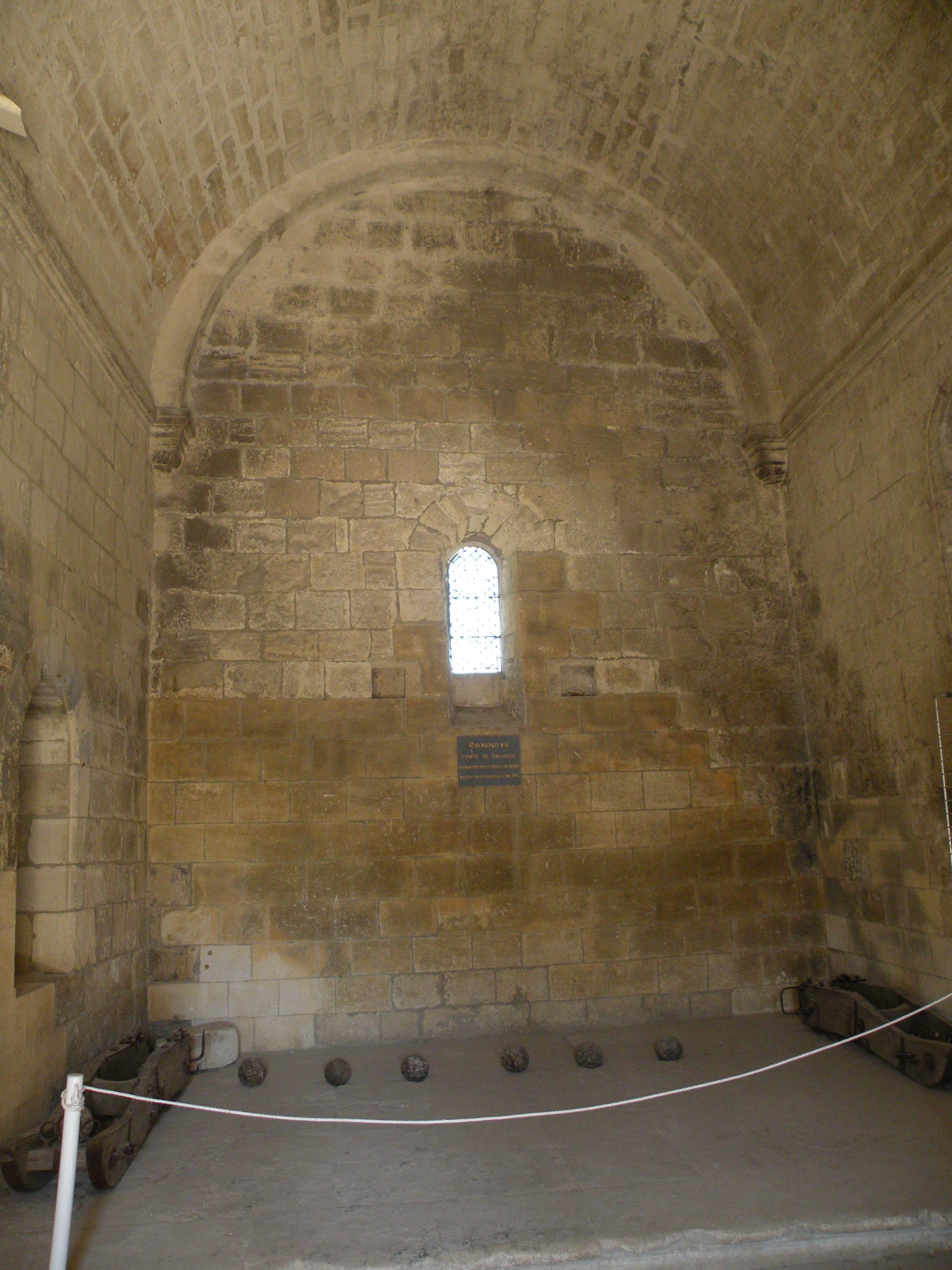
Intérieur de la chapelle Saint-Louis, 2012.
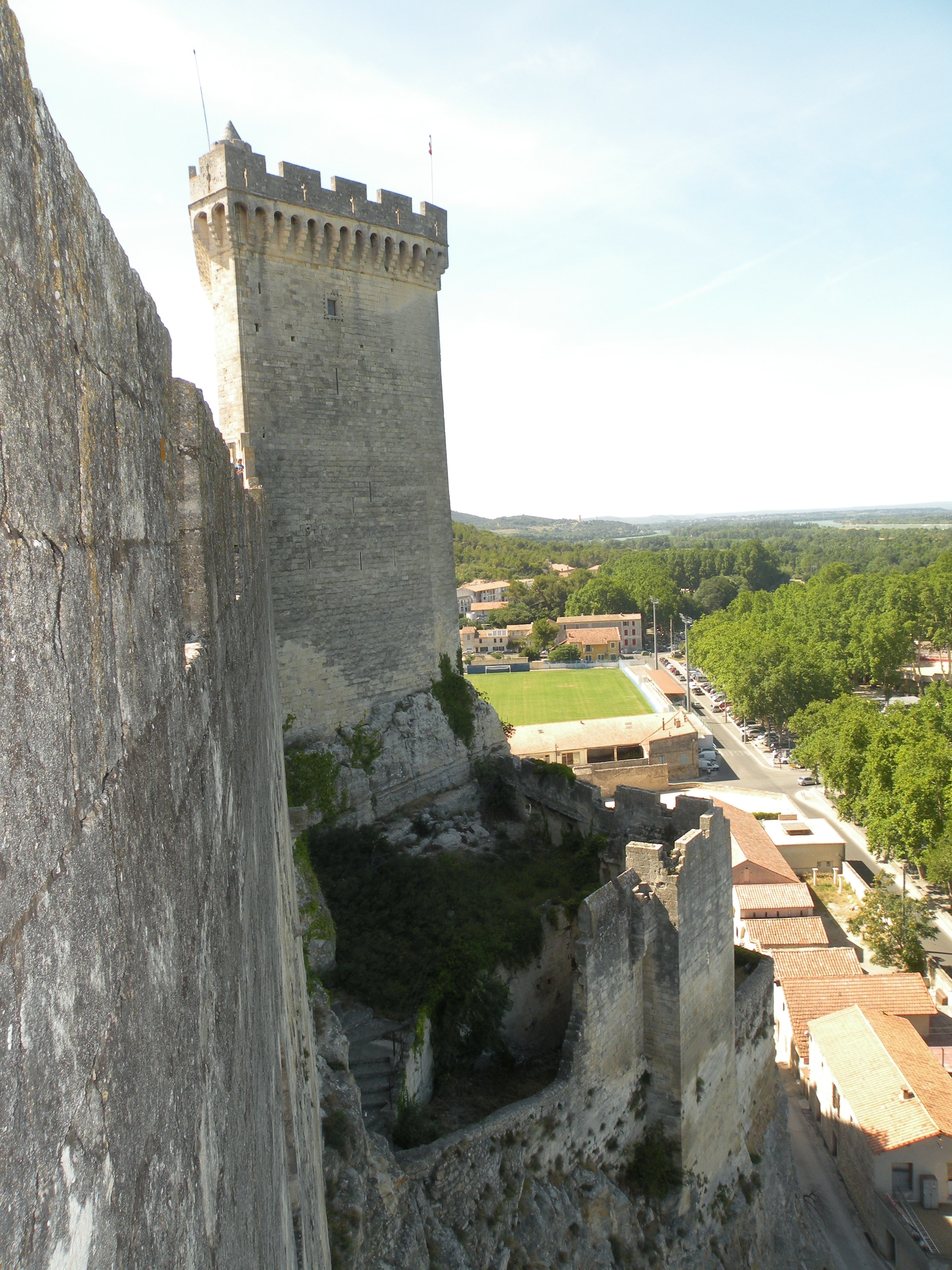
Vue depuis les remparts, 2012.
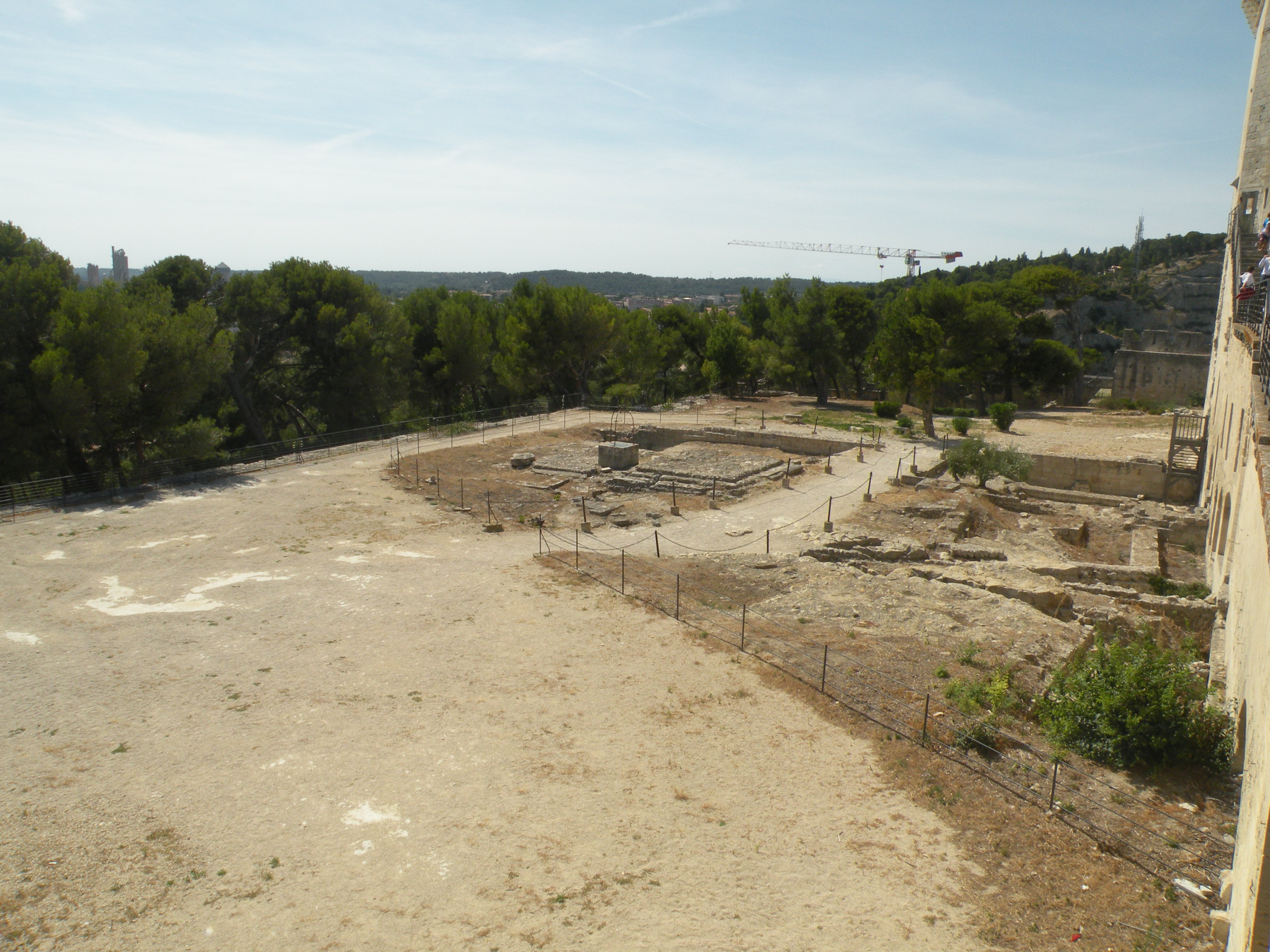
Vestiges dans la cour du château, 2012.
Vue depuis le château, au tournant du XXe siècle.
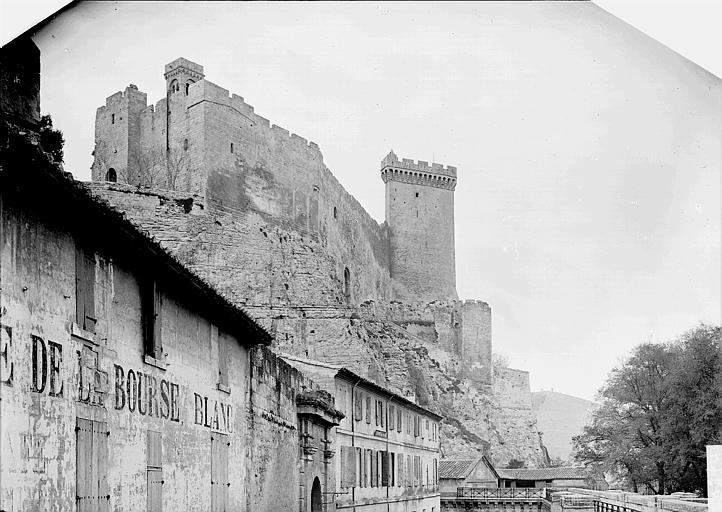
Vue depuis la ville, avant 1927 (photo: Camille Enlart).
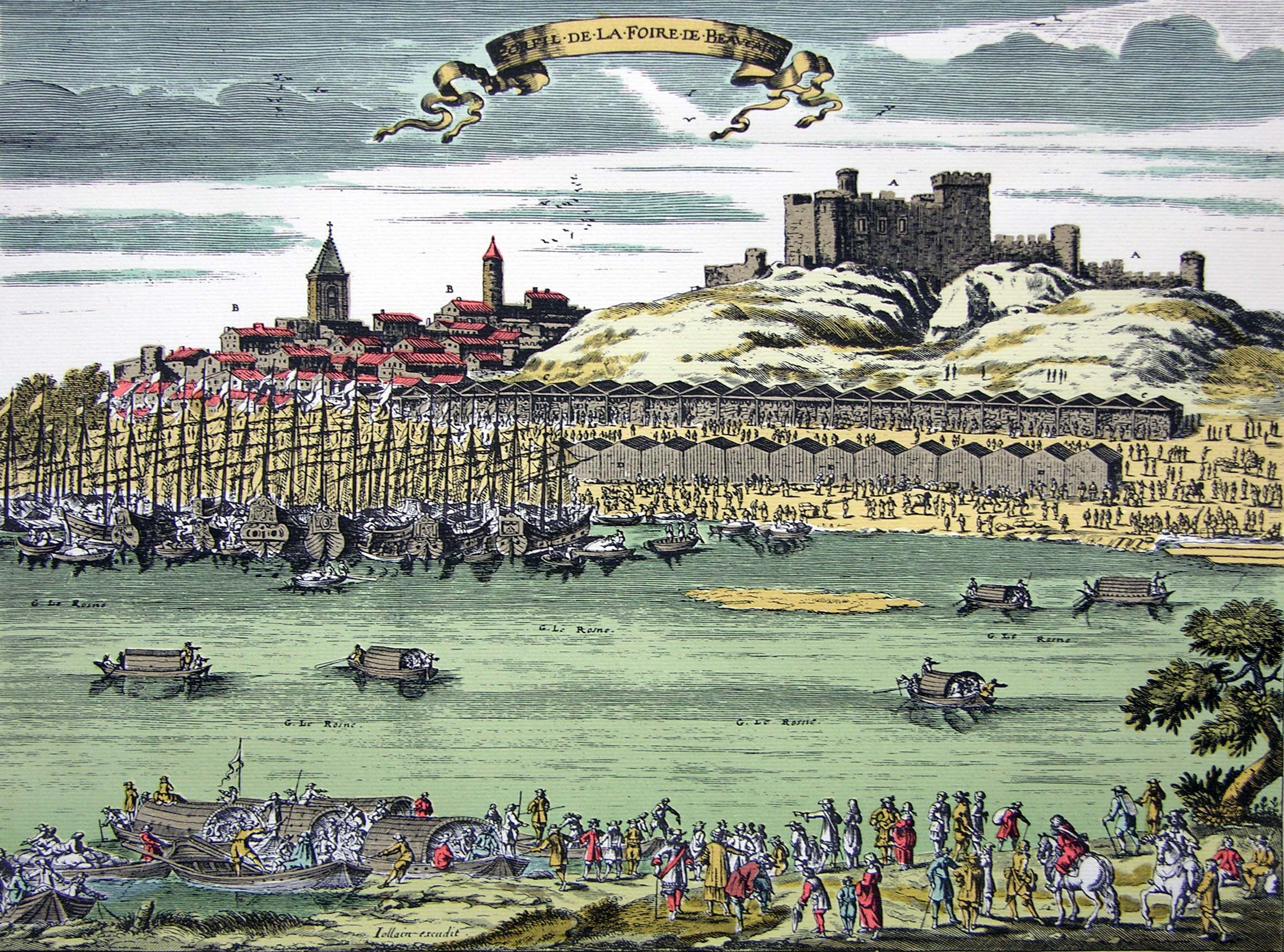
Illustration de la foire de Beaucaire et du château au XVIIIe siècle.
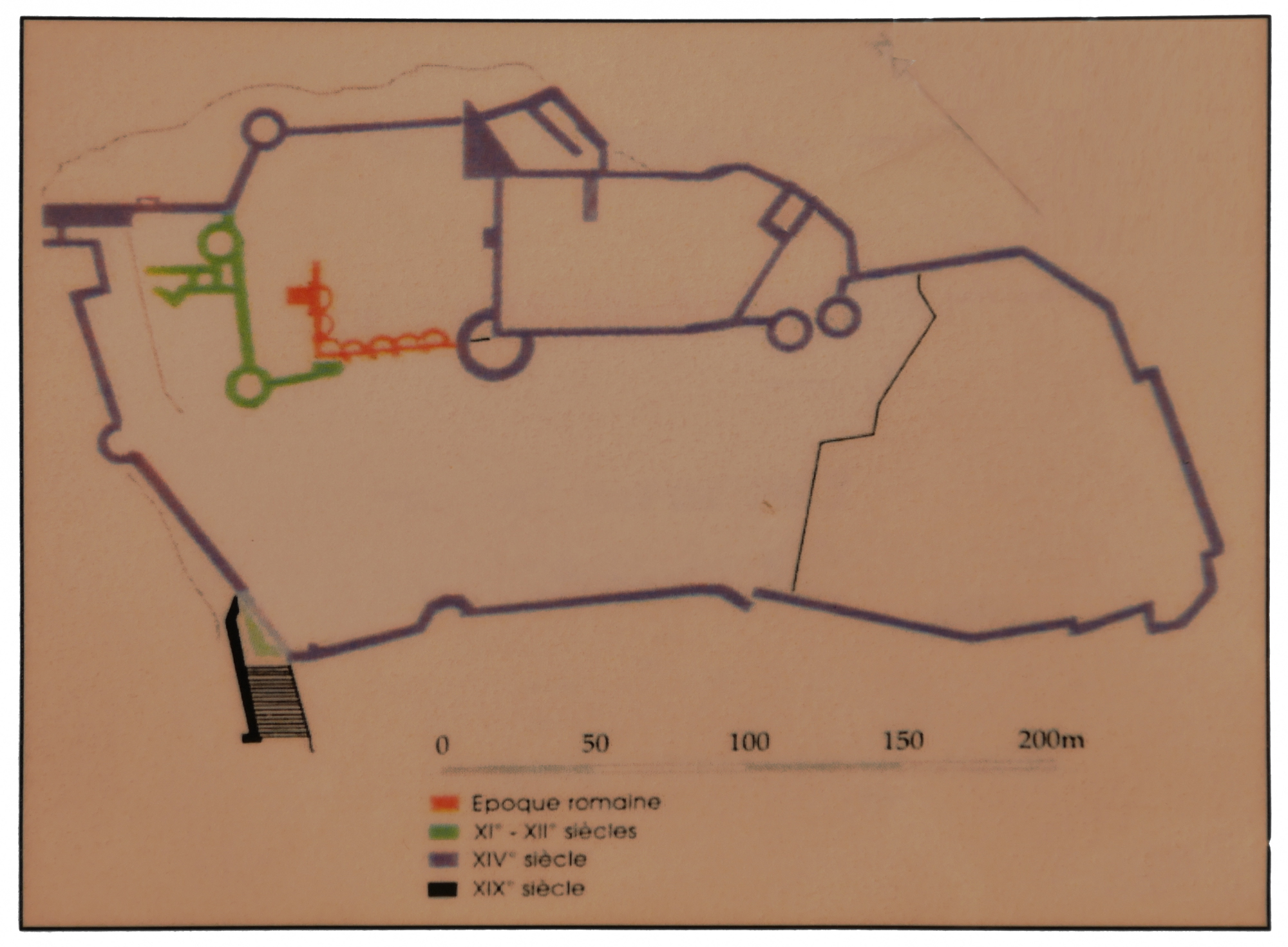
Plan du château.